# Forteresse de Samson
La forteresse de Samson est un fort en ruine situé en Wallonie à Andenne en province de Namur (Belgique) .

## Situation
La forteresse est perchée sur un éperon rocheux calcaire, au sommet de falaises (altitude 140 m) surplombant d'environ 60 m, au sud, le cours du Samson à proximité de sa confluence et, au nord, celui de la Meuse, entre Namur et Andenne. Naturellement protégé sur deux côtés par ces cours d’eau et l’escarpement des roches, le site forme un triangle dont seule la partie orientale doit être défendue. La forteresse domine le village de Samson implanté dans la vallée du Samson.

## Histoire
L'origine des fortifications n'est pas précise. D'après l'inventaire du patrimoine culturel immobilier de la Wallonie, le site a fait l'objet d'une probable occupation militaire au milieu du IVe siècle. La tradition citerait comme fondateur de la forteresse un certain Auberon, fils de Clodion le Chevelu, le premier représentant de la dynastie mérovingienne (428-448). La forteresse est assiégée en vain par les Normands au cours du IXe siècle. Elle devient l'un des châteaux du Comté de Namur avec, entre autres, Poilvache, Bouvignes et Montaigle. Le dernier siège du château a lieu au XVIe siècle. La forteresse est finalement détruite sur ordre du roi Charles II d’Espagne en 1690.

## Description
La forteresse comportait trois enceintes : la première, l'enceinte basse, à laquelle on accédait par le haut du village de Thon, la deuxième qui abritait la basse-cour et la troisième, l'enceinte haute, qui entourait l’habitation du châtelain et les communs, et qui était munie de tours de défense. De ces enceintes, il ne subsiste au sommet de la forteresse qu'un pan des murailles sud et la base de la tourelle ronde de l'angle sud-est de la troisième enceinte. Plus bas et à l'ouest, se dresse la tour Lapidon, tour ronde assez bien conservée flanquant la falaise du côté du Samson, et abritant le puits du château.

## Classement
Les rochers de Samson sont repris sur la liste du patrimoine immobilier classé d'Andenne depuis le 12 mai 1944.